# Tracy McGrady
Tracy Lamar McGrady, mais conhecido como T-Mac, (Bartow, 24 de Maio de 1979) é um ex-basquetebolista norte-americano. O atleta de 2,03 metros é considerado um dos melhores jogadores da NBA da década de 2000. É primo do também ex-jogador Vince Carter, e foi incorporado à NBA na primeira rodada do draft de 1997 pelo Toronto Raptors, quando então jogava no Mount Zion Christian Academy de Durham, Carolina do Norte. Após três temporadas foi para o Orlando Magic, time no qual disputou mais quatro temporadas, e finalmente em 2004 foi para o Houston Rockets, onde jogou como ala-armador titular, usando a camisa número um até a penúltima temporada, quando trocou o uniforme para o número três, como uma forma de promover um projeto social que visa ajudar crianças pobres na África.
Em Fevereiro de 2010, foi trocado para o New York Knicks em uma transferência que envolveu três times. Na metade de 2010, assinou um contrato de um ano com o Detroit Pistons e após o seu término, foi transferido para o Atlanta Hawks. Resolveu jogar na temporada seguinte no campeonato Chinês pelo Qingdao Eagles, onde não obteve êxito. Em seguida, foi contratado pelo San Antonio Spurs para suprir as lesões de Manu Ginóbili e Boris Diaw. No dia 26 de Agosto de 2013, após a indecisão entre ficar no basquetebol norte-americano ou voltar para o chinês, anunciou sua aposentadoria da NBA, encerrando assim um total de quinze temporadas regulares e nove playoffs, sendo selecionado para o jogo das estrelas da NBA sete vezes e também tendo sido cestinha em duas temporadas da NBA (2002-03 e 2003-04).
Ele também é conhecido por seu jogo histórico contra o San Antonio Spurs, em 9 de Dezembro de 2004, no qual fez treze pontos em 33 segundos finais de jogo levando o Houston Rockets a vitória por 81–80.

## Juventude
Tracy nasceu em uma família de baixa renda e com problemas familiares. Foi criado pela mãe e avó em Auburndale, uma cidade pequena, com cerca de 9 000 habitantes. Certa vez, em um tiroteio, o esposo da sua prima faleceu. O incidente convenceu Tracy, ainda criança, de se mudar dali quando crescesse.
Sua mãe viajava todos os dias até Orlando (cerca de noventa minutos dali) para poder trabalhar como camareira em um hotel da Disney World, o que era suficiente para sustentar seu filho.
Tracy conheceu os esportes um pouco tarde, em comparação à idade inicial dos atletas. Primeiro tentou a vida no basebol. Todavia, sempre praticou basquete, mas sem levar o esporte tão a sério até ver Anfernee Hardaway ser contratado pelo Orlando Magic, time que fora criado há poucos anos. Hardaway fazia coisas que Tracy nunca tinha visto. Rapidamente Hardaway virou ídolo de Tracy.

### Instituto Auburndale
Tracy começou a jogar no seu primeiro ano do Colegial no Instituto Auburndale, que fica entre Tampa e Orlando. Na sua primeira temporada com a equipe Bloodhound, o treinador Ty Willis utilizou Tracy com certa moderação. No seu terceiro ano no instituto, Tracy já estava fazendo números altos e sua média foi de 23 pontos e 12 rebotes por partida. Enquanto Tracy ia bem dentro de quadra, fora dela, os problemas atrapalhavam o atleta. Ele foi expulso da equipe principal após discutir com um professor, o que o tirou dos olhos de recrutas universitários.
Tracy conhecia algumas pessoas influentes e, graças a isso, Alvis Smith, agente da Adidas, o convidou para o torneio ABCD Summer Camp, na Universidade de Fairleigh Dickinson, em Nova Jersey. O grande nome no campus, era Lamar Odom, que jogava tanto como armador quanto como pivô, e Tracy foi o responsável por enfrentá-lo em quadra. Mais tarde, no Jogo das Estrelas Sênior do campus, Tracy fez uma enterrada windmill, que deu a ele a reputação de promessa nacional.

### Mount Zion Christian Academy
Percebendo seu potencial futuro, Smith procurou rapidamente um novo instituto para Tracy, para que pudesse se profissionalizar rapidamente. O escolhido foi a Mount Zion Christian Academy, em Durham, Carolina do Norte. Os Mighty Warriors, como era chamada a equipe de basquetebol, era uma das grandes equipes do estado, graças ao treinador Joel Hopkins. Hopkins era disciplinador e de temperamento quente, se referia a si mesmo de "Bobby Knight negro". Smith acreditava que Tracy encaixaria perfeitamente com o treinador, com isso, o convenceu a jogar na equipe.
Tracy e Hopkins cresceram bastante juntos e ambos passavam muitas noites assistindo jogos da NBA. O resultado do trabalho de Tracy era notável. A equipe venceu por duas vezes a Oak Hill Academy, da Virgínia, que estava sempre entre as melhores equipes do país. O resultado fez a equipe entrar para o ranking da USA Today, que selecionava as 25 maiores equipes. Atuava em todas as posições da quadra e constantemente fazia triplo-duplos.
Tracy jogou no McDonald’s All-American, uma partida que é disputada entre os melhores jogadores universitários da temporada. Além disso, fez a equipe ser a número dois no ranking nacional, sendo nomeado Jogador do Ano pela USA Today e considerado o melhor jogador do ano da Carolina do Norte pela Associated Press. Seus números médios por partida na temporada 1996-97 foram: 27,5 pontos, 8,7 rebotes, 7,7 assistências e 2,8 roubadas de bola.
Smith e Hopkins tentaram convencê-lo a passar pela Universidade, mas Tracy preferiu tentar a sorte no Draft, em 1997.

## Carreira

### Toronto Raptors (1997-2000)
Aos dezoito anos, Tracy foi o 9.º selecionado no Draft de 1997, atrás de nomes como Tim Duncan, Chauncey Billups e Tony Battie. Depois de ter passado pelos oito primeiros no draft, Toronto selecionou Tracy, que ao conversar com Smith e Hopkins, concordou em jogar pela equipe. Enquanto Tracy negociava com os Raptors, Smith conseguia com a Adidas um contrato de patrocínio para o jogador, que ofereceu doze milhões de dólares por um período de seis anos.
Sua estreia na NBA ocorreu em Miami, contra o Miami Heat. Tracy ficou por apenas seis minutos em quadra e conseguiu apenas um rebote defensivo e um turnover. O resultado foi a vitória do Miami por 114–101. Em sua primeira temporada no Raptors, Tracy iniciou em apenas dezessete oportunidades e esteve em um total de 64 partidas. A equipe, que ainda era jovem, não foi muito bem e chegou a ter dezessete derrotas seguidas, mas ainda era formada por muitos jogadores jovens. Tracy fez sua parte e soube aproveitar as chances que teve. Na temporada seguinte, Tracy obteve bons números. Jogou 49 partidas e chegou à média de 9,3 pontos por partida, 5,7 rebotes e 2,3 assistências, em 22,6 minutos de jogo. Com esses números, mostrou que atuava bem como sexto jogador.
Em sua terceira temporada pelos Raptors, a equipe já misturava juventude com experiência. Tracy continuava iniciando poucas partidas e isso o incomodou. Juntamente com seu agente, Arn Tellem, decidiu não renovar contrato com os Raptors, recusando a oferta de setenta milhões de dólares por seis anos. Ao final da temporada, ele seria um jogador sem contrato. Em 19 de Novembro de 1999, Tracy alcançou o seu milésimo ponto na NBA, na partida contra o Los Angeles Clippers. Em Fevereiro de 2000, o treinador dos Raptors decidiu colocar Tracy como titular da equipe, juntamente com seu primo, Vince Carter, e Doug Christie. A equipe ganhou onze das treze primeiras partidas de Tracy como titular. Entre os feitos nessa temporada, pode se destacar os quinze rebotes contra o Chicago Bulls e os sete bloqueios contra o Houston Rockets. Ao final da temporada regular, a equipe conseguiu se classificar para os playoffs, terminando com 45 vitórias e 37 derrotas. Na primeira rodada dos playoffs, a equipe enfrentou o New York Knicks. Tracy fez uma ótima estreia, mas mesmo assim a equipe não conseguiu vencer e foi desclassificada com apenas três jogos. Ao final da temporada, sua média por partida, chegou a 15,4 pontos, 6,3 rebotes, 3,3 assistências, 1,91 bloqueios e 1,14 roubadas de bola. Era o recorde da sua carreira.

### Orlando Magic (2000-2004)
Após terminar seu contrato com o Toronto Raptors, Tracy ficou como agente livre. Elton Brand, do Chicago Bulls, tentou convencê-lo de ir jogar no seu time, mas Tracy recusou, pois o Bulls estava passando por uma reformulação na equipe e já não era mais aquela equipe com Michael Jordan e Scottie Pippen. O Miami Heat e o Orlando Magic haviam feito propostas; as duas equipes estavam em boa fase, mas a chance de voltar para o estado onde nasceu e foi criado pesou na decisão de Tracy, que acabou optando pela equipe de Orlando. Tracy assinou um contrato de 67,5 milhões de dólares de período máximo de seis anos. Além do salário bem acima do que recebia, Tracy teve a chance de jogar com a camisa número um, a mesma utilizada por Anfernee Hardaway. A equipe de Orlando estava fazendo uma série de contratações para fortalecer o elenco. Tracy acabara jogando ao lado de Grant Hill, Mike Miller (que foi eleito jogador jovem da temporada anterior), Latrell Sprewell, entre outros. Tracy iniciou todas as 77 partidas que esteve em quadra pelo Orlando e, ao final da temporada, Orlando havia alcançado 43 vitórias e 39 derrotas. Pela primeira vez na sua carreira, Tracy fez mais de 2000 pontos na temporada e, com isso, a equipe avançou para os playoffs, em que ficou frente ao Milwaukee Bucks. Mesmo chegando a 135 pontos em quatro partidas, Tracy mais uma vez não conseguiu avançar para as semifinais da conferência.
Na temporada seguinte, Orlando contratou dois pivôs veteranos: Horace Grant e Patrick Ewing. Tracy ainda era titular da equipe, mas algumas lesões o tiraram de quadra em algumas oportunidades, apesar de que quando disponível fez o que pôde para ajudar a equipe. Em 8 de Março de 2002, em uma partida contra o Washington Wizards, fez algo inédito até então na sua carreira: o jogador fez cinquenta dos 99 pontos da equipe, com uma média de .621% dos arremessos de quadra, e conseguiu também dez rebotes. Esteve presente em 76 partidas, todas como titular da equipe. Mais uma vez avançando para a fase dos playoffs. Dessa vez Orlando enfrentou o Charlotte Hornets e Tracy mais uma vez chamou para si a responsabilidade, mas a equipe foi derrotada logo na primeira fase, vencendo apenas uma partida. Apesar de não ter conseguido levar a equipe a um patamar, Tracy esteve presente no jogo das estrelas da NBA. Teve a chance de jogar juntamente com nomes como Michael Jordan, Dikembe Mutombo, Baron Davis e Alonzo Mourning, entre outros. Mesmo sendo o cestinha da equipe do Leste, com 24 pontos, não conseguiu evitar a derrota por 135–120 e viu seu amigo Kobe Bryant ser escolhido o jogador mais valioso.
Sua terceira temporada pelo Orlando foi recheada de recordes pela equipe e pela competição. Enquanto isso, Orlando contratava Shawn Kemp, um jogador veterano que estava prestes a fazer a sua milésima partida. No natal de 2002, frente ao Detroit Pistons, Tracy fez seu primeiro recorde pela equipe, ao fazer 18 pontos em tiros livres. Em 9 de Março de 2003, frente ao Denver Nuggets, quebrou dois recordes pela equipe, fazendo 25 pontos no segundo quarto e um total de 37 pontos no primeiro tempo. Mais uma vez liderando a equipe, avançaram para os playoffs, tendo como rival o Detroit Pistons, e mais um recorde foi batido pela equipe. Dessa vez foi o maior número de pontos em um playoff; Tracy marcou 45 pontos na segunda partida da série. Era o seu terceiro recorde pela equipe na temporada. A equipe chegou a estar vencendo a série por 3–1, mas devido a uma mudança no regulamento dos playoffs (a primeira fase, que era melhor de cinco, mudou para melhor de sete jogos) e a equipe acabou sofrendo uma virada histórica, perdendo a classificação por 4–3. Após terminar a temporada no topo, chegou a mais um recorde, dessa vez do campeonato e pessoal. Fez 2407 pontos na temporada regular, chegando a média de 32,1 pontos por partida, número que nunca mais alcançou.
Sua 4.ª e última temporada pelo Orlando não começou muito bem. Após uma vitória contra o New York Knicks, vieram dezoito derrotas seguidas com Tracy em quadra. Grant Hill continuava se lesionado e Tracy se mantinha como astro da equipe e com o maior salário. A troca do técnico Doc Rivers por Johnny Davis não refletiu muito e a equipe terminou a temporada com apenas 21 vitórias e 61 derrotas. Mesmo assim, Tracy continuava obtendo recordes pela equipe. Em 26 de Janeiro de 2004, mesmo com a derrota por um ponto de diferença frente ao Cleveland Cavaliers, Tracy fez oito cestas de três pontos pela equipe. Em 10 de Março de 2004, alcançou a marca de 62 pontos em uma partida, frente ao Washington Wizards. Após o término da temporada, sem a classificação para os playoffs, a equipe de Orlando teve a oportunidade de ser a primeira na escolha do Draft da temporada seguinte. Com isso, Orlando selecionou Dwight Howard e o futuro de Tracy estava em cheque. Algumas equipes o queriam, como o Los Angeles Lakers e Houston Rockets.

### Houston Rockets (2004-2010)

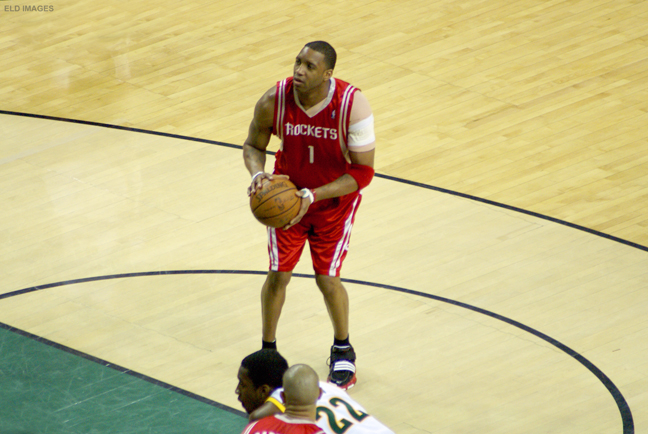
McGrady cobrando um lance livre pelo Houston Rockets.

Para a temporada 2004-05, Tracy assinou um contrato de extensão com o Houston Rockets no valor de 63 milhões de dólares pelo período de três anos, que poderia chegar a 110 milhões de dólares em seis anos. 2004-05 foi uma temporada que a equipe de Houston investiu em jogadores de renome, como Yao Ming e o próprio McGrady, para tentar acabar com o reinado das equipes do Oeste, nomeadamente San Antonio Spurs, Los Angeles Lakers e Sacramento Kings. Sua primeira temporada foi muito boa, mantendo a regularidade que trouxe de quando jogava pelo Magic. No dia 9 de Dezembro de 2004, em uma partida frente ao San Antonio Spurs, a equipe de Houston estava perdendo por 76–68 faltando 33 segundos para acabar a partida. Nesses 33 segundos, Tracy fez quatro cestas de três pontos e um arremesso livre, virando o jogo inesperadamente para 81–80.
A equipe terminou com 51 vitórias e 31 derrotas, sendo a 3.ª colocada na divisão do sudoeste. Tracy esteve presente em 78 partidas, todas como titular, e marcou um total de 2003 pontos; pela terceira vez ele fazia mais de 2000 pontos em uma só temporada. Com a equipe classificada para os playoffs, Tracy tinha mais uma chance de poder aparecer nessa fase do campeonato, dessa vez contra o Dallas Mavericks, mas pela 5.ª vez consecutiva ele não conseguiu ajudar a equipe a avançar para as semifinais da conferência, mesmo fazendo 215 pontos em sete partidas.
Sua segunda temporada pela equipe de Houston foi marcada por várias lesões e um desempenho fraco da equipe no geral. Apesar das lesões que culminaram em ausência em diversas partidas, Tracy participava pela 6.ª vez seguida do jogo das estrelas. Dessa vez estavam em sua equipe Steve Nash, Kobe Bryant, Tim Duncan e, o colega de equipe, Yao Ming. Com a ajuda de Steve Nash e seus passes precisos, Tracy conseguiu fazer 36 pontos e ser o sexto jogador da história com mais pontos em uma partida do jogo das estrelas. Ao final do campeonato, Tracy havia participado de 47 partidas e sua equipe terminou a temporada com 34 vitórias e 48 derrotas.
Mais uma temporada no Houston e mais uma vez os problemas de saúde atrapalharam o jogador, que acabou procurando um especialista recomendado por Charlie Ward, assistente técnico. Acabou indo atrás de John Patterson, que disse que Tracy foi a pessoa mais pessimista com quem ele trabalhou, em muito tempo. O tratamento foi um sucesso e Tracy voltou bem para a equipe. Após uma temporada melhor em relação a anterior, mesmo com Ming lesionado, a equipe se classificou para os playoffs com 52 vitórias e 30 derrotas. Tracy participou de 71 partidas e, estando mais uma vez na fase de playoffs, não conseguiu a classificação frente ao Utah Jazz. A equipe ganhava a série por 3–2 e ainda tinha a chance de levar o 7.° jogo para casa, mas acabou perdendo e novamente os sonhos de Tracy avançar para as semifinais da conferência foram frustrados.
Preparando-se para mais uma temporada, a equipe de Houston contratou Steve Francis, um jogador que esteve presente em três jogos das estrelas, mas em menos de um mês e meio, na partida contra o Los Angeles Clippers, sofreu uma lesão séria que o tirou das quadras durante mais uma temporada difícil para a equipe, em que Tracy e Ming sofriam com as lesões. Mesmo assim, Tracy esteve presente em 66 jogos e liderou a equipe rumo aos playoffs. Classificada com 55 vitórias e 27 derrotas, o primeiro rival nos playoffs era novamente o Utah Jazz, porém pela sétima vez seguida não conseguiu avançar da primeira fase dos playoffs e mesmo fazendo 40 pontos no 6.° jogo da série a equipe perdeu por 4–2.
Para a temporada 2008-09, Houston contratou Ron Artest, um atleta de nível mundial. Juntamente com Tracy e Ming seria um trio parada dura, mas surgiu a notícia de que Tracy teria que se submeter a uma cirurgia na metade do campeonato. Ao final da temporada, Tracy havia participado apenas de 35 partidas e marcando "míseros" 545 pontos.
Em sua última temporada pelo Houston, Tracy já não era o jogador que estava sempre no jogo das estrelas e nem batendo recordes, mas era o que tinha o maior salário da equipe. Além disso, tinha sido operado a pouco tempo e queria voltar a jogar logo, mas o treinador e o diretor do time recusaram sua volta e o afastaram da equipe para se recuperar. Em Dezembro de 2009, foi difundida a notícia que Tracy era um jogador negociável. Com isso, ele voltou a jogar algumas partidas iniciando como reserva, estando presente em apenas seis partidas e chegando a um total de 46 minutos em quadra com um total de dezenove pontos, cinco rebotes, seis assistências, dois bloqueios, um turnover e duas faltas.

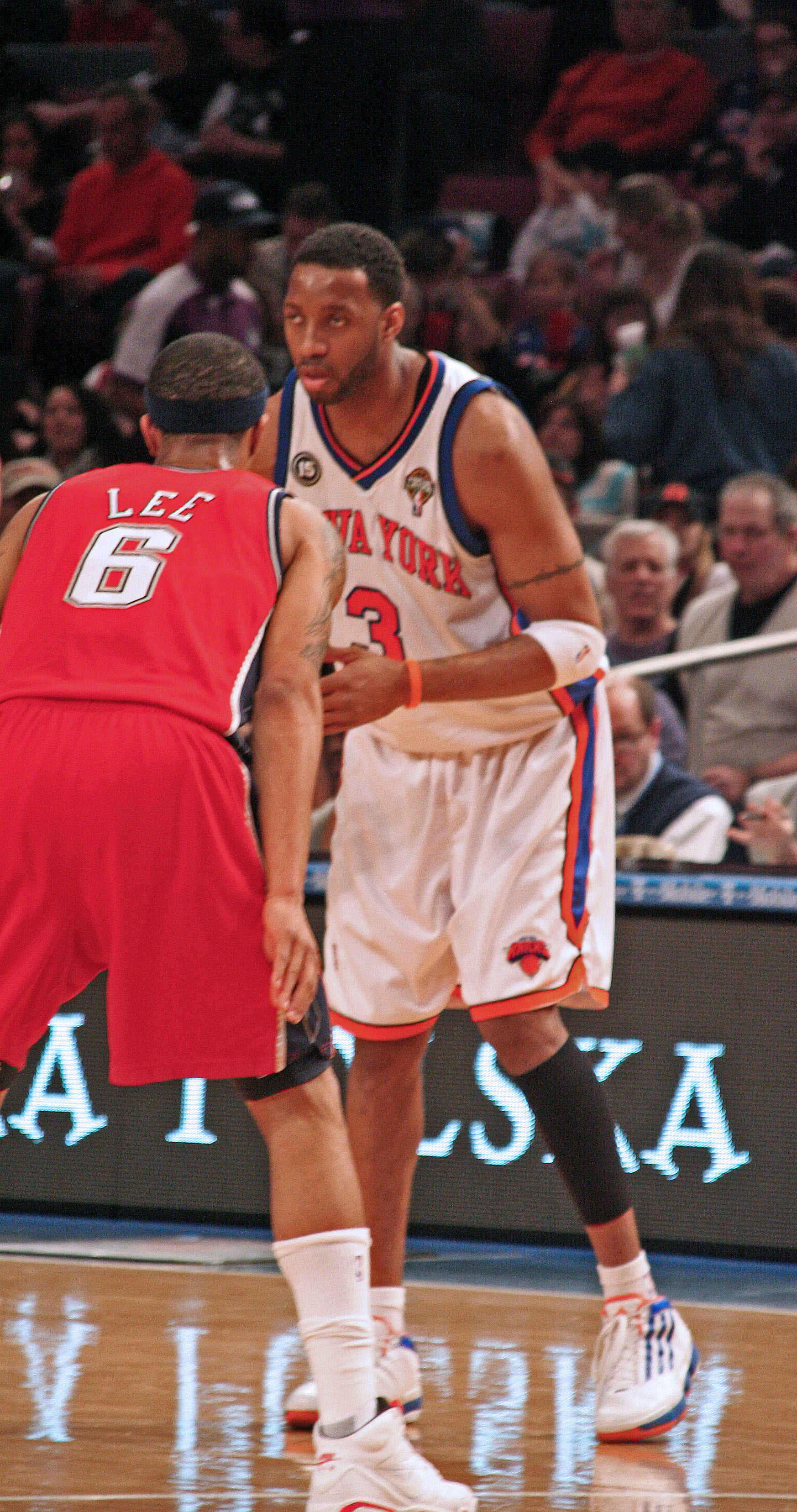
McGrady jogando pelo New York Knicks contra o Brooklyn Nets.

### New York Knicks (2010)
Em 18 de Fevereiro, Donnie Walsh, presidente do New York Knicks, anuncia a contratação de Tracy McGrady juntamente com Sergio Rodríguez do Sacramento Kings. Apesar dos últimos maus resultados, Tracy continuava com boas médias, de 21,9 pontos, de um total de 790 partidas. Em sua única temporada pelos Knicks, Tracy jogou em 24 oportunidades e teve os seus piores números na carreira, obtendo apenas seis vitórias e 18 derrotas, marcando 226 pontos, média de 12,2 a cada 48 minutos (tempo de uma partida). Chegou também a ficar quase 29 minutos em quadra sem marcar uma cesta, contra o Philadelphia 76ers.

### Detroit Pistons (2010-2011)
Em 11 de Agosto de 2010 foi anunciado que Tracy McGrady havia assinado contrato com o Detroit Pistons por um ano no valor de 1,35 milhão de dólar. Tracy voltou a jogar mais constantemente, mas estava longe de ser o jogador que esteve em sete jogos das estrelas. Em 72 jogos, conseguiu marcar mais de 20 pontos em apenas quatro ocasiões. Ao final da temporada, a equipe terminou com 30 vitórias e 52 derrotas, ficando na 4.ª colocação da divisão central. Com esses números, não conseguiu avançar para os playoffs.

### Atlanta Hawks (2011-2012)
Após seis meses de lockout na NBA, Tracy assinou contrato com o Atlanta Hawks por um ano. Jogando na reserva, Tracy não conseguiu voltar a mostrar o seu brilho demonstrado em Orlando e Houston. Apesar disso, conseguiu ajudar a equipe em algumas vitórias, ao final da temporada, a equipe terminou com 40 vitórias e 26 derrotas, conseguindo a classificação para os playoffs de 2012. Veio então sua oitava chance de disputar um playoff pela NBA, dessa vez frente ao Boston Celtics. Pela primeira vez Tracy passou a ser segundo plano em sua série nos playoffs. Com apenas 25 pontos nos seis jogos, quase oitenta minutos em quadra, acabou não conseguindo vencer a série e a equipe foi desclassificada por 4–2.

### Qingdao Eagles (2012-2013)
Em 9 de Outubro de 2012, Tracy anunciou em seu site que estava assinando um contrato com a equipe Qingdao Eagles e que estava ansioso para voltar a jogar como jogava. Também disse que estava tendo a honra de poder jogar no país que ele tanto admira, a China. Mesmo com boas estatísticas, chegando a fazer 41 pontos no dia 23 de Dezembro de 2012 contra o Zheijang Guangsha Lions, teve que amargar 12 derrotas seguidas para ver a primeira vitória pela equipe chinesa. Em 29 partidas, o jogador conseguiu apenas sete vitórias e 22 derrotas, marcando um total de 724 pontos. O time terminou o campeonato como último colocado.

### San Antonio Spurs (2013)
Um ano após ter largado a NBA para tentar a sorte no basquetebol chinês, Tracy retornou, dessa vez para jogar pelo San Antonio Spurs. O jogador foi contratado para suprir as lesões de Manu Ginóbili e Boris Diaw (a equipe também havia dispensado Stephen Jackson). Em sua rápida passagem pela equipe de San Antonio, teve sua nona oportunidade de participar dos playoffs, já que não havia atuado por nenhuma equipe da NBA na temporada, estando assim liberado para jogar na fase decisiva.
Tracy volta a jogar na NBA, depois de quase um ano fora; sua última partida havia sido em 10 de Maio de 2012 pelo Atlanta Hawks contra o Boston Celtics. O jogador foi à quadra no dia 28 de Abril de 2013, jogando contra o Los Angeles Lakers, faltando cinco minutos e quinze segundos para acabar a partida, substituindo Tim Duncan. Não conseguiu pontuar e terminou a partida com um roubo de bola, uma assistência, uma falta e um turnover. Tracy jogou por mais seis partidas pelo San Antonio Spurs e acabou se tornando vice-campeão da NBA, após a derrota por 95–88 para o Miami Heat.
Após a derrota nas finais, Tracy adotou como opção uma possível volta ao basquetebol chinês, anunciando a sua aposentadoria na NBA no dia 26 de Agosto, afirmando que "teve uma grande trajetória, mas é hora de chegar ao fim".

## Estatísticas

### Temporada regular

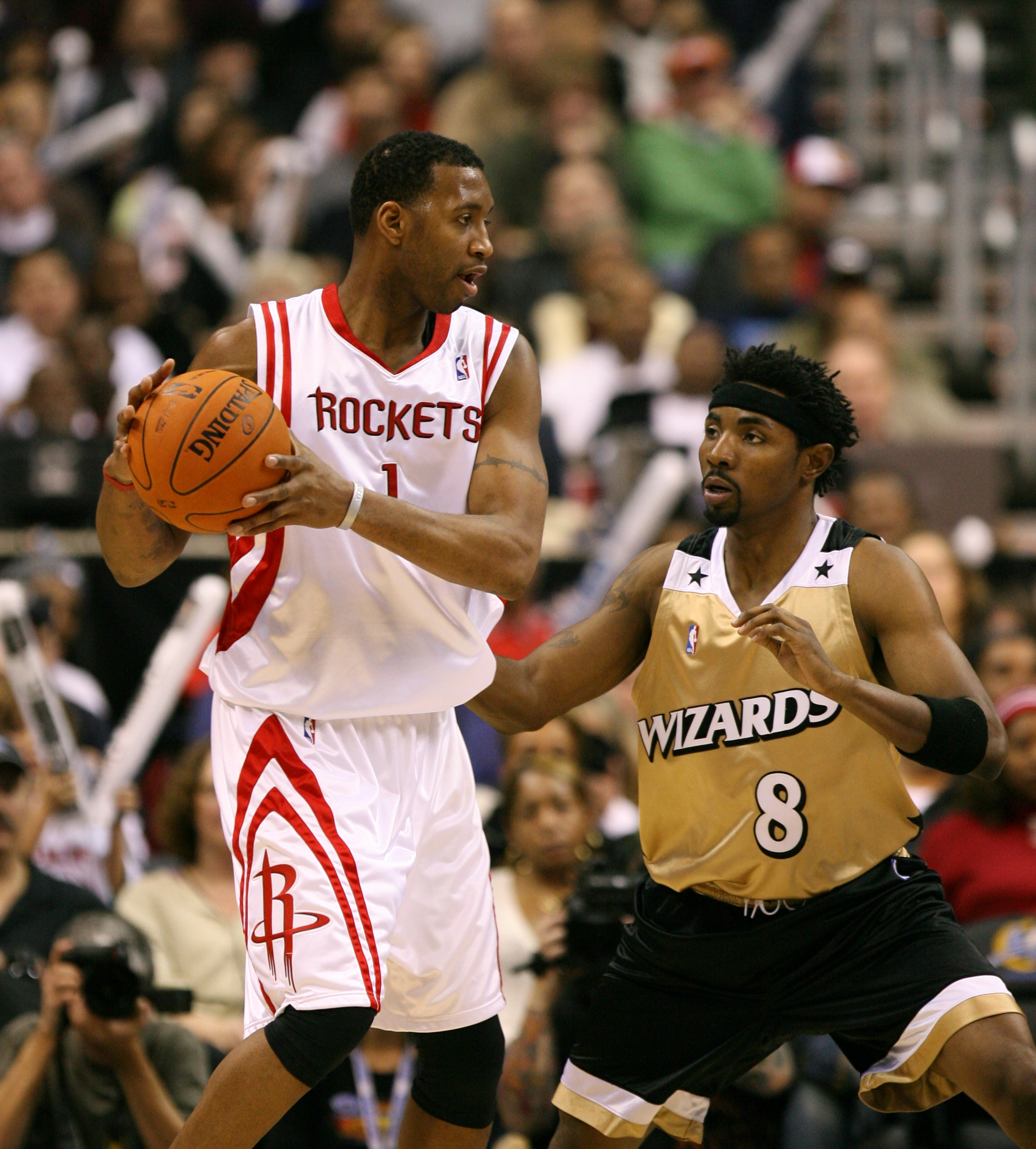
McGrady jogando pelo Houston Rockets contra o Washington Wizards.

| Temporada | Time            | PJ | PI | MPJ  | AP   | 3P   | LL   | RT  | AS  | BR  | TO  | PPJ  | Ref           |
| --------- | --------------- | -- | -- | ---- | ---- | ---- | ---- | --- | --- | --- | --- | ---- | ------------- |
| 1997-98   | Toronto Raptors | 64 | 17 | 18.4 | 45.0 | 34.1 | 71.2 | 4.2 | 1.5 | 0.8 | 1.0 | 7.0  | [ 56 ] [ 57 ] |
| 1998-99   | Toronto Raptors | 49 | 2  | 22.6 | 43.6 | 22.9 | 73.6 | 5.7 | 2.3 | 1.1 | 1.3 | 9.3  | [ 56 ] [ 57 ] |
| 1999-00   | Toronto Raptors | 79 | 34 | 31.2 | 45.1 | 27.7 | 70.7 | 6.3 | 3.3 | 1.1 | 1.9 | 15.4 | [ 56 ] [ 57 ] |
| 2000-01   | Orlando Magic   | 77 | 77 | 40.1 | 45.7 | 35.5 | 73.3 | 7.5 | 4.6 | 1.5 | 1.5 | 26.8 | [ 56 ] [ 57 ] |
| 2001-02   | Orlando Magic   | 76 | 76 | 38.3 | 45.1 | 36.4 | 74.8 | 7.9 | 5.3 | 1.6 | 1.0 | 25.6 | [ 56 ] [ 57 ] |
| 2002-03   | Orlando Magic   | 75 | 74 | 39.4 | 45.7 | 38.6 | 79.3 | 6.5 | 5.5 | 1.7 | 0.8 | 32.1 | [ 56 ] [ 57 ] |
| 2003-04   | Orlando Magic   | 67 | 67 | 39.9 | 41.7 | 33.9 | 79.6 | 6.0 | 5.5 | 1.4 | 0.6 | 28.0 | [ 56 ] [ 57 ] |
| 2004-05   | Houston Rockets | 78 | 78 | 40.8 | 43.1 | 32.6 | 77.4 | 6.2 | 5.7 | 1.7 | 0.7 | 25.7 | [ 56 ] [ 57 ] |
| 2005-06   | Houston Rockets | 47 | 47 | 37.1 | 40.6 | 31.2 | 74.7 | 6.5 | 4.8 | 1.3 | 0.9 | 24.4 | [ 56 ] [ 57 ] |
| 2006-07   | Houston Rockets | 71 | 71 | 35.8 | 43.1 | 33.1 | 70.7 | 5.3 | 6.5 | 1.3 | 0.5 | 24.6 | [ 56 ] [ 57 ] |
| 2007-08   | Houston Rockets | 66 | 62 | 37.0 | 41.9 | 29.2 | 68.4 | 5.1 | 5.9 | 1.0 | 0.5 | 21.6 | [ 56 ] [ 57 ] |
| 2008-09   | Houston Rockets | 35 | 35 | 33.7 | 38.8 | 37.6 | 80.1 | 4.4 | 5.0 | 1.2 | 0.4 | 15.6 | [ 56 ] [ 57 ] |
| 2009-10   | Houston Rockets | 6  | 0  | 7.7  | 36.8 | 50.0 | 66.7 | 0.8 | 1.0 | 0.0 | 0.3 | 8.2  | [ 56 ] [ 57 ] |
| 2009-10   | New York Knicks | 24 | 24 | 26.1 | 38.9 | 24.2 | 75.4 | 3.7 | 3.9 | 0.6 | 0.5 | 9.4  | [ 56 ] [ 57 ] |
| 2010-11   | Detroit Pistons | 72 | 39 | 23.4 | 44.2 | 34.1 | 69.8 | 3.5 | 3.5 | 0.9 | 0.5 | 8.0  | [ 56 ] [ 57 ] |
| 2011-12   | Atlanta Hawks   | 52 | 0  | 16.1 | 43.7 | 45.5 | 67.5 | 3.0 | 2.1 | 0.3 | 0.3 | 5.3  | [ 56 ] [ 57 ] |
| 2012-13   | Qingdao Eagles  | 29 | 27 | 31.6 | 56.1 | 33.3 | 72.2 | 7.2 | 5.1 | 1.6 | 0.6 | 25.0 | [ 44 ] [ 58 ] |

### Playoffs
| Temporada | Time              | PJ | PI | MPJ  | AP   | 3P   | LL   | RT  | AS  | BR  | TO  | PPJ  | Ref           |
| --------- | ----------------- | -- | -- | ---- | ---- | ---- | ---- | --- | --- | --- | --- | ---- | ------------- |
| 1999-00   | Toronto Raptors   | 3  | 3  | 37.0 | 38.6 | 28.6 | 87.5 | 7.0 | 3.0 | 1.0 | 1.0 | 16.7 | [ 56 ] [ 57 ] |
| 2000-01   | Orlando Magic     | 4  | 4  | 44.5 | 41.5 | 20.0 | 81.6 | 6.5 | 8.3 | 1.8 | 1.3 | 33.8 | [ 56 ] [ 57 ] |
| 2001-02   | Orlando Magic     | 4  | 4  | 44.5 | 46.2 | 31.3 | 73.9 | 6.3 | 5.5 | 0.5 | 1.8 | 30.8 | [ 56 ] [ 57 ] |
| 2002-03   | Orlando Magic     | 7  | 7  | 44.0 | 44.8 | 34.0 | 77.3 | 6.7 | 4.7 | 2.0 | 0.9 | 31.7 | [ 56 ] [ 57 ] |
| 2004-05   | Houston Rockets   | 7  | 7  | 43.0 | 45.6 | 37.0 | 82.4 | 7.4 | 6.7 | 1.6 | 1.4 | 30.7 | [ 56 ] [ 57 ] |
| 2006-07   | Houston Rockets   | 7  | 7  | 40.0 | 39.4 | 25.0 | 73.7 | 5.9 | 7.3 | 0.7 | 0.9 | 25.3 | [ 56 ] [ 57 ] |
| 2007-08   | Houston Rockets   | 6  | 6  | 41.2 | 42.5 | 20.8 | 62.3 | 8.2 | 6.8 | 1.5 | 0.8 | 27.0 | [ 56 ] [ 57 ] |
| 2011-12   | Atlanta Hawks     | 6  | 0  | 15.0 | 38.5 | 0.0  | 83.3 | 2.8 | 1.0 | 0.0 | 0.3 | 4.2  | [ 56 ] [ 57 ] |
| 2012-13   | San Antonio Spurs | 6  | 0  | 5.2  | 0.0  | 0.0  | 0.0  | 1.4 | 1.2 | 0.3 | 0.5 | 0.0  | [ 56 ] [ 57 ] |

### Seleção
| Ano  | Seleção        | Campeonato                            | PJ | PI | MPJ  | AP   | 3P   | LL | RT  | AS | BR  | TO  | PPJ  | Ref    |
| ---- | -------------- | ------------------------------------- | -- | -- | ---- | ---- | ---- | -- | --- | -- | --- | --- | ---- | ------ |
| 2003 | Estados Unidos | Copa América de Basquetebol Masculino | 7  |    | 20.8 | 54.4 | 42.1 | 40 | 2.9 | 3  | 1.3 | 0.6 | 12.6 | [ 59 ] |

## Conquistas
- 2 vezes Cestinha da NBA: 2002-03 e 2003-04[60]
- 7 vezes NBA All-Star: 2001,[61] 2002,[62] 2003,[63] 2004,[64] 2005,[65] 2006[66] e 2007[67]
- 7 vezes All-NBA Team:[68][69]
  - Primeiro Time: 2002, 2003
  - Segundo Time: 2001, 2004, 2007
  - Terceiro Time: 2005, 2008

- NBA Most Improved Player Award: 2001[69][70]